# Józef Dwernicki
Józef Dwernicki (Varsó, 1779. március 14. – Lopatin, 1857. szeptember 22.) lengyel tábornok.

## Élete
1809-ben saját költségén szervezett önkéntes lovascsapattal részt vett Józef Poniatowski hadjáratában Kelet-Galiciában. Zászlóaljparancsnokká nevezték ki és a 15. dzsidás ezredhez osztatott be, amellyel 1812-ben Oroszországba ment. A berezinai átkelés után Varsóba tért vissza és őrnaggyá, majd a 15. dzsidás ezred parancsnokává neveztetett ki. A lipcsei és hannaui ütközetek után a becsületrend vitézévé, 1814-ben pedig Párizs előtt ezredesi rangra emeltetett. Hazájába visszatérve, I. Miklós orosz cár koronáztatása alkalmából dandártábornokká tették meg (1826). Az 1830-iki forradalom kitörésekor a harmadik lovas hadosztály vezényletével bízatott meg és már 1831. február 6-án harcolt az oroszok ellen, akik felett Stoczeknél győzelmet vívott ki. Novaviec mellett Jan Kanty Julian Sierawski tábornok csapataival együttesen Cyprian Kreutz orosz tábornokot támadta meg és azt a Visztulán visszavonulni kényszerítette. A grochówi ütközet után Volhíniába küldetett a felkelés szervezése végett, de mivel ott hidegen fogadták, Podoliába ment, ahol hathatósabb támogatást remélt. Midőn a podóliaiak támogatásába bízva, Moskalówka mellett erős állást foglalt, Rüdigier annyira körülzárta őt, hogy április 27-én át kellett menni Galiciába. Itt egészen lefegyverezték és csapatait hadifoglyokul Magyarországba vitték, míg Dwernicki előbb Laibachba, utóbb Steyrba utasíttatott. 1832-től részint Franciaországban, részint Londonban élt. Az emigránsok pártküzdelmeiben nem vett részt. Emlékiratait Ludwik Plagowski adta ki (Lemberg, 1870).